# Мяксаська сільська рада
Мя́ксаська сільська рада (ест. Mäksa külanõukogu, рос. Мяксаский сельский совет) — сільська рада в Естонській РСР та Естонській Республіці, адміністративно-територіальна одиниця в складі повіту Тартумаа (1945—1950, 1990—1991) та Тартуського району (1950—1990).

## Географічні дані
Сільська рада розташовувалася в східній частині Тартуського району.
У 1972 році площа сільради складала 108 км2, у 1975 —105 км2.
Населення за роками

## Населені пункти
У 1955 році адміністративним центром було село Тамме, що розташовувалося на відстані 21 км на схід від міста Тарту. 1972 року адміністративний центр сільради містився в селі Меллісте.
Після приєднання 1954 року територій ліквідованих Меллістеської та Виибстеської сільських рад до складу сільради  входили населені пункти:
колонія Кааґвере (Kaagvere asund), поселення: Кастре (Kastre asundus), Мякса (Mäksa asundus), Пока (Poka asundus);
села: Аруайа (Aruaia), Арукюла (Aruküla), Кааґвере (Kaagvere), Каарлі (Kaarli), Кастре (Kastre), Кікассааре (Kikassaare), Кирвесілла (Kõrvesilla), Кяґарі (Kägari), Меллісте (Melliste), Мурулаане (Murulaane), Мялетьярве (Mäletjärve), Ору (Oru), Пійрі (Piiri), Регекюла (Reheküla), Саракусте І (Sarakuste I), Саракусте II (Sarakuste II), Тамме (Tamme), Теллісківі (Telliskivi), Тіґазе (Tigase), Вана-Кастре (Vana-Kastre), Вескімяе (Veskimäe), Виру (Võru), Виибсте (Võõbste).
Станом на 1989 рік Мяксаській сільській раді підпорядковувалися 16 сіл:
Аруайа (Aruaia), Вана-Кастре (Vana-Kastre), Вескімяе (Veskimäe), Виипсте (Võõpste), Вирукюла (Võruküla), Кааґвере (Kaagvere), Каарлімийза (Kaarlimõisa), Кастре (Kastre), Меллісте (Melliste), Мякса (Mäksa), Мялетьярве (Mäletjärve), Пока (Poka), Саракусте (Sarakuste), Судасте (Sudaste), Таммевалдма (Tammevaldma), Тіґазе (Tigase).

## Землекористування
1954 року в межах території сільради землями користувалися колгоспи: ім. Калініна, ім. Радянської Армії, ім. В. Кінгісеппа, а також Кааґвереський дитячий будинок, Кастреський будинок інвалідів і підсобне господарство Тартуської клінічної лікарні.

## Історія

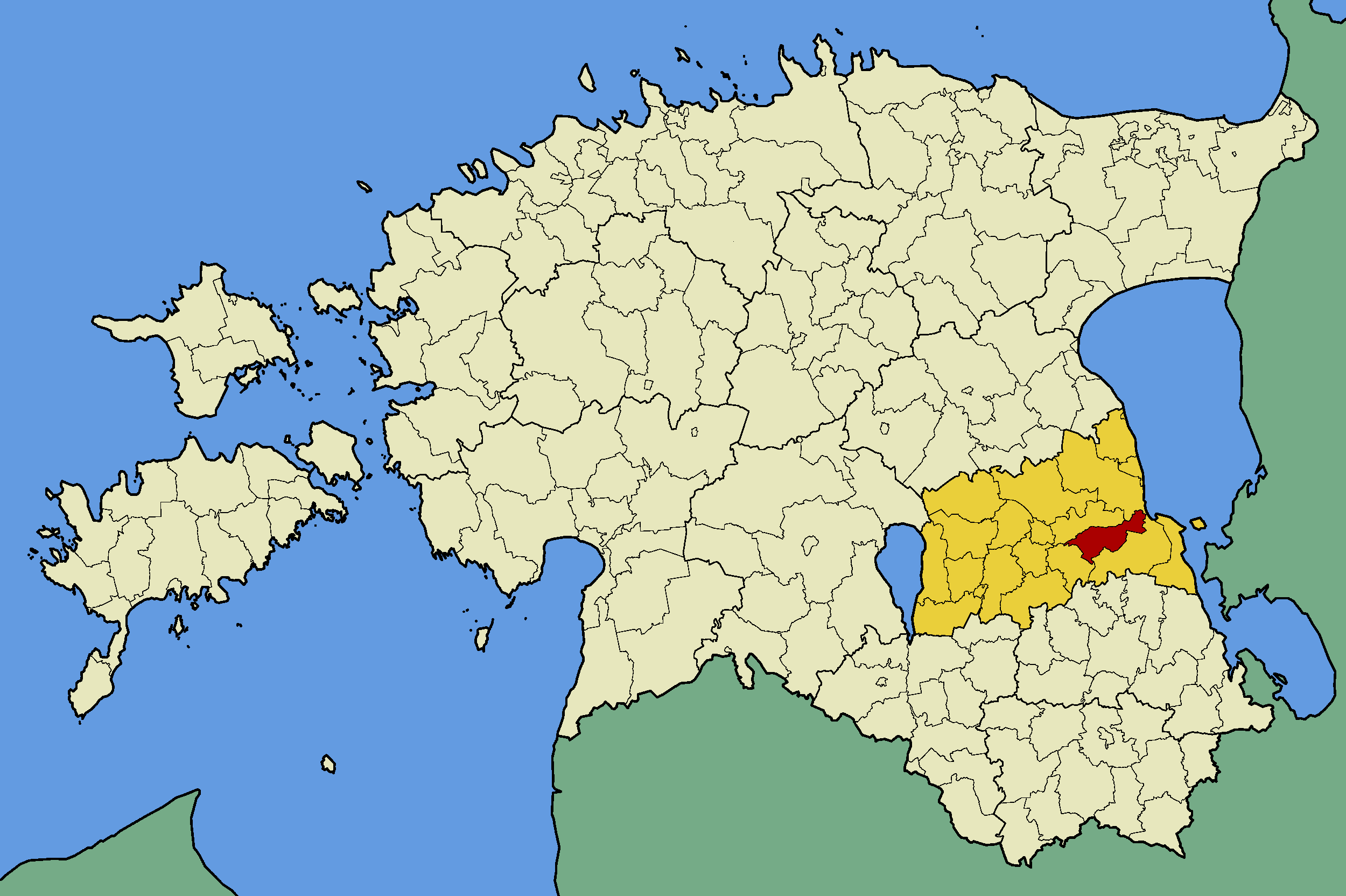
Волость Мякса після 1991 року

13 вересня 1945 року на території волості Мякса в Тартуському повіті утворена Мяксаська сільська рада з центром у поселенні Мякса. Головою сільської ради обраний Карл Метсур (Karl Metsur), секретарем — Гертруда Паурсон (Gertrud Paurson).
26 вересня 1950 року, після скасування в Естонській РСР повітового та волосного поділу, сільська рада ввійшла до складу новоутвореного Тартуського сільського району.
17 червня 1954 року в процесі укрупнення сільських рад територія сільради збільшилася внаслідок приєднання земель ліквідованих Меллістеської та Виибстеської сільських рад.
27 грудня 1968 року від сільради відокремлені 284 га на користь Коозаської сільської ради.
16 травня 1991 року Мяксаська сільська рада Тартуського повіту перетворена у волость Мякса з отриманням статусу самоврядування.